# Żar (Kleine Beskiden)

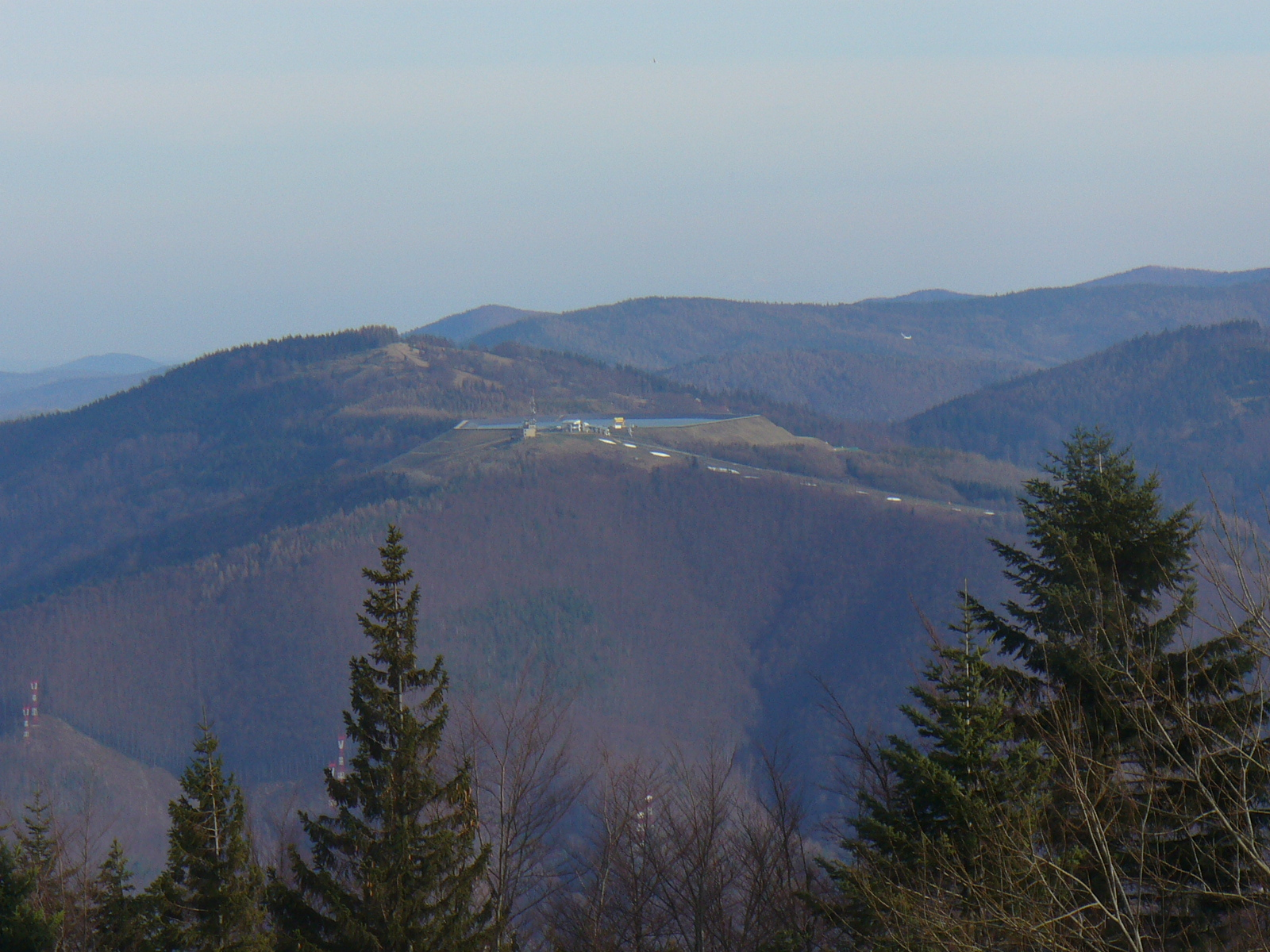
Blick von der Magurka Wilkowicka

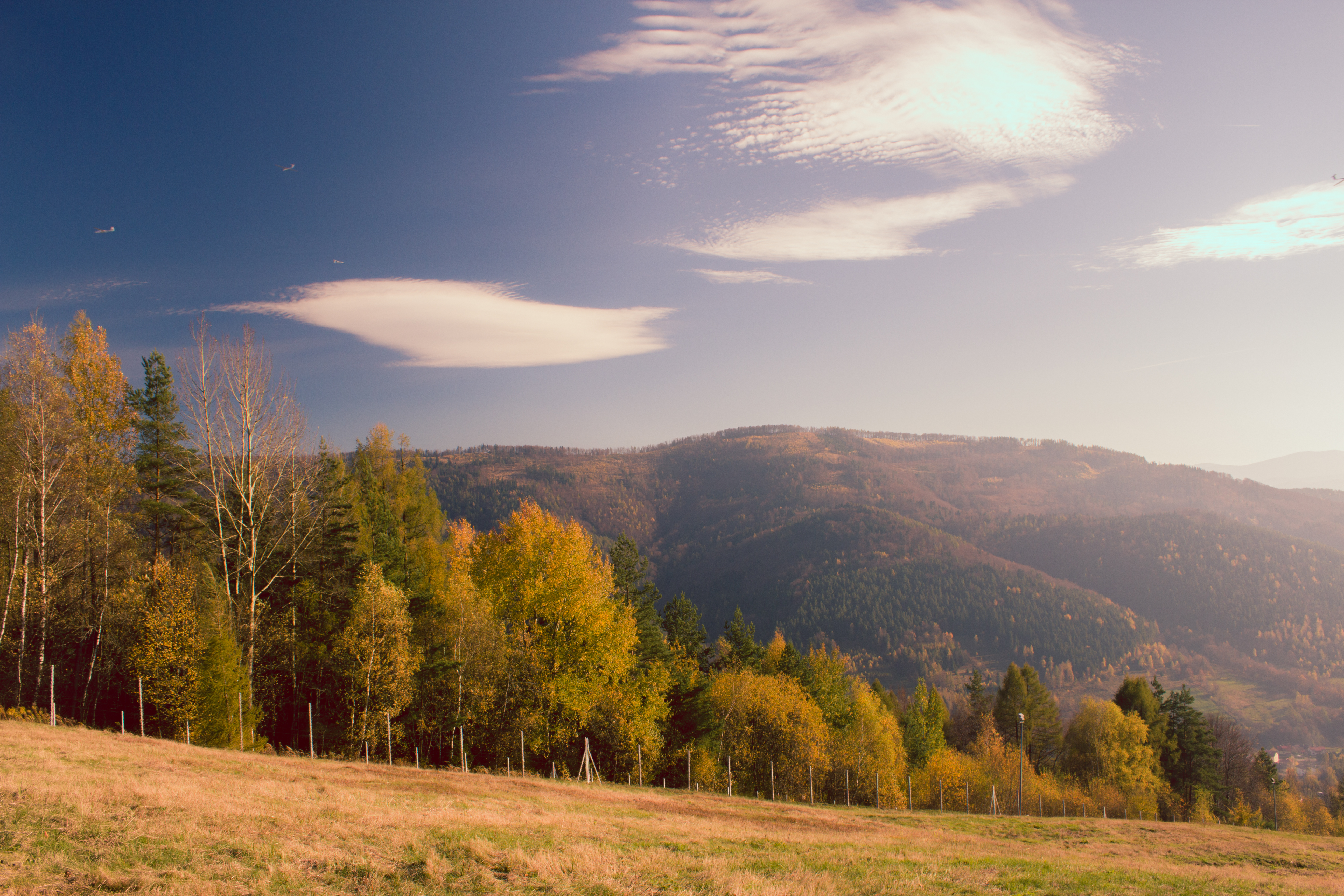
Im Herbst

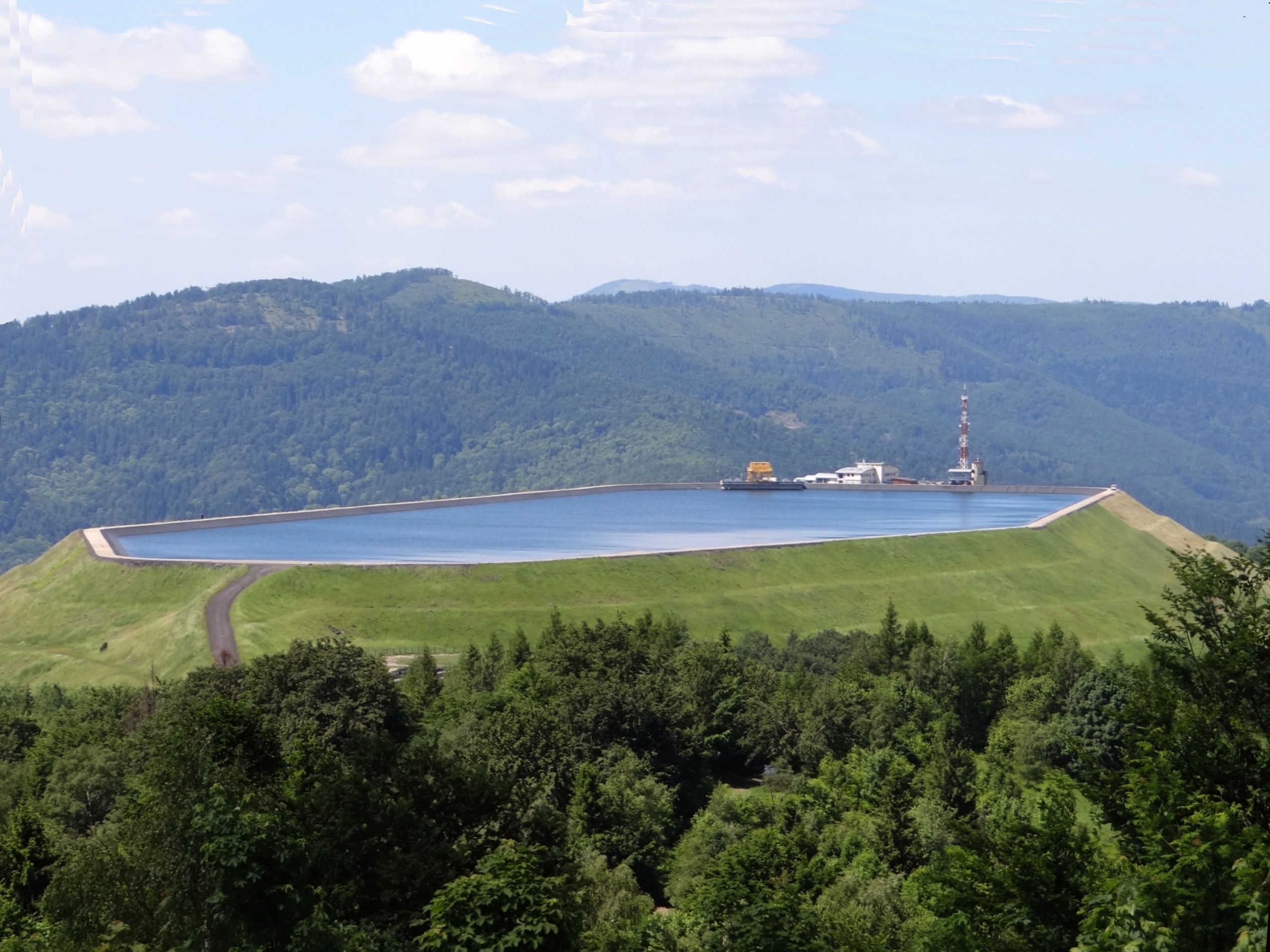
Gipfelspeicher

Der Żar (deutsch: Feuerberg) ist ein Berg in Polen. Mit einer Höhe von 761 m ist er einer der höheren Berge in den Kleinen Beskiden. Der Berg ist ein beliebtes Touristenziel mit vielen Ausblicken auf die benachbarten Gebirge und das Tiefland. Er gehört zum Gemeindegebiet von Międzybrodzie Bialskie.
Unterhalb des Westhangs des Berges befindet sich der Durchbruch der Soła durch die Kleinen Beskiden, der hier im Stausee Jezioro Międzybrodzkie geflutet wurde.
Auf dem Gipfel befindet sich der Speichersee Jezioro Żar.
Sein Name lässt darauf schließen, dass die Almen an seinen Hängen durch Brandrodung gewonnen wurden. Die Bezeichnung Żar findet sich in den ganzen Beskiden sehr oft.

## Tourismus
- Auf den Gipfel führen mehrere markierte Wanderwege, unter anderem der Kleine Beskidenweg
- Auf den Gipfel führt die Standseilbahn Żar
- Auf dem Gipfel befindet sich eine Wetterstation
- An seinem Hang befindet sich das Segelfluggelände Żar
- An seinem Hang befindet sich das Skigebiet Żar